# 竹内道雄 (歴史学者)
竹内 道雄（たけうち みちお、1922年5月7日 - 2014年7月10日）は、日本の仏教史学者、博士。長岡工業高等専門学校名誉教授。曹洞宗の歴史を研究した。
新潟県十日町市神宮寺生まれ。東京帝国大学文学部史学科卒、1954年同大学院満期修了を経て、東京都立文京高等学校教諭、長岡工業高等専門学校助教授、教授。
1984年「永平二祖孤雲懐弉禅師伝」で駒澤大学文学博士を取得。1986年長岡工業高等専門学校名誉教授。そののち愛知学院大学教授、禅研究所所長をつとめ、1995年退任。新潟県十日町市の曹洞宗臨泉山神宮寺住職を歴任。没後、従四位瑞宝小綬章受勲。

## 著書
- 『中学歴史 学習の総まとめ』清水書院 1955
- 『道元』人物叢書　吉川弘文館 1962、新装版　1992年 ISBN　9784642051958
- 『曹洞宗教団史 竹内道雄集 昭和仏教全集』教育新潮社 1971
- 『日本の禅』春秋社 1976
- 『総持寺の歴史』総持寺出版部 1981
  - 『總持寺の歴史』（増補新版）尾崎正善編　吉川弘文館、2015 ISBN　9784642082808
- 『永平二祖孤雲懐弉禅師伝』春秋社 1982
- 『越後禅宗史の研究』高志書院 環日本海歴史民俗学叢書 1998

### 論文
- CiNii>竹内道雄